# Loma de Abajo
Loma de Abajo es una pedanía de San Pedro del Pinatar, región de Murcia, España.
Se encuentra en el centro del municipio. rodeado por las pedanías de Los Sáez, Lo Pagán, Los Cuarteros y el núcleo urbano.

## Historia
La historia de la pedanía se remonta a 1873, cuando Pedro Pagán y Guerra, hijo de Pedro Pagán Ayuso, alcalde de Murcia, heredó la finca de Vistabella y construyó un molino en Los Revoltones. Le llamaron Molino del Chirrete por la comida que se tomó el día de la inauguración. No se ha conservado el molino y desde hace varios años, tampoco su nombre.
El lugar es ahora un barrio urbano, junto a Lo Pagán.

## Algunas imágenes

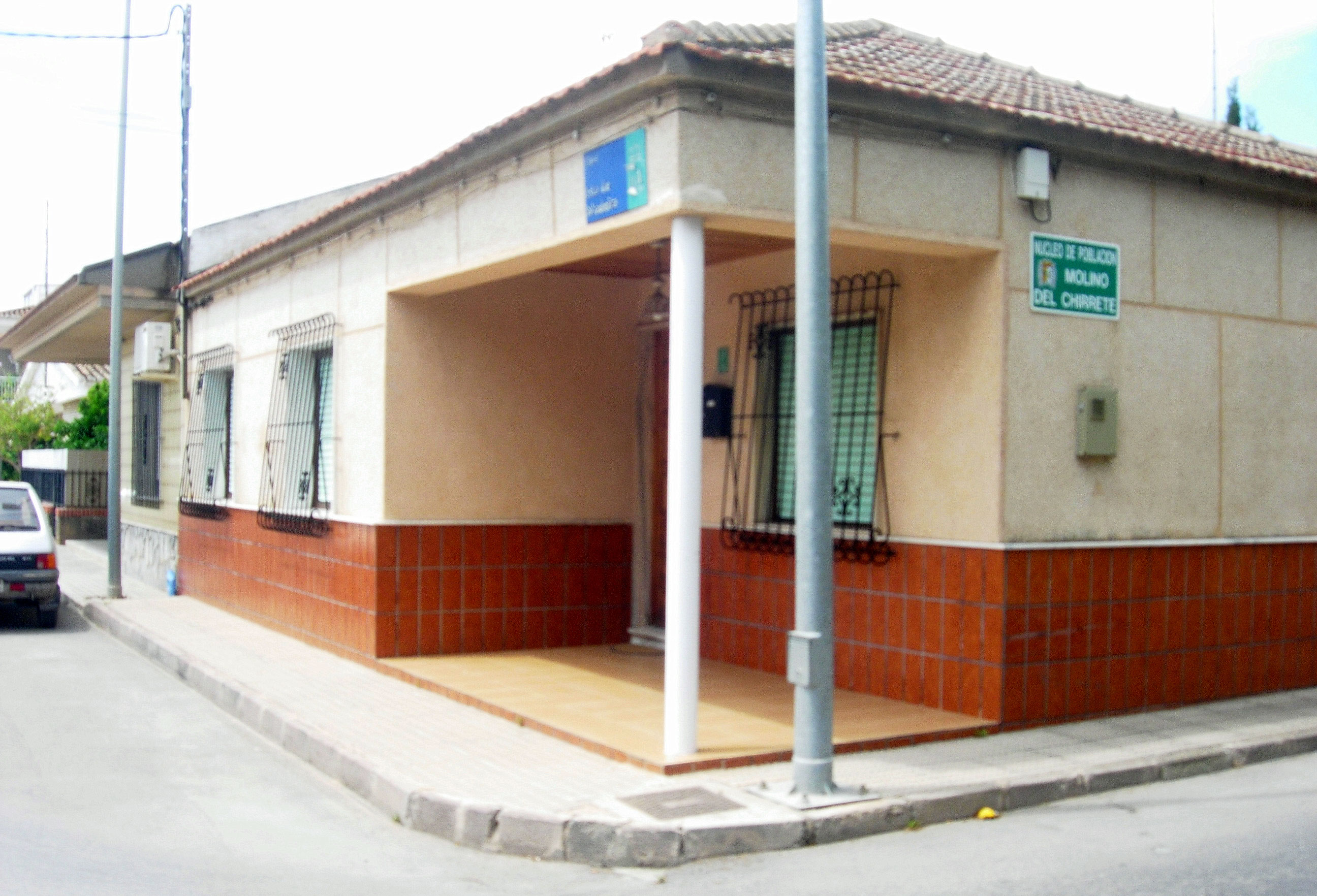
Antiguo cartel de entrada al Molino del Chirrete.
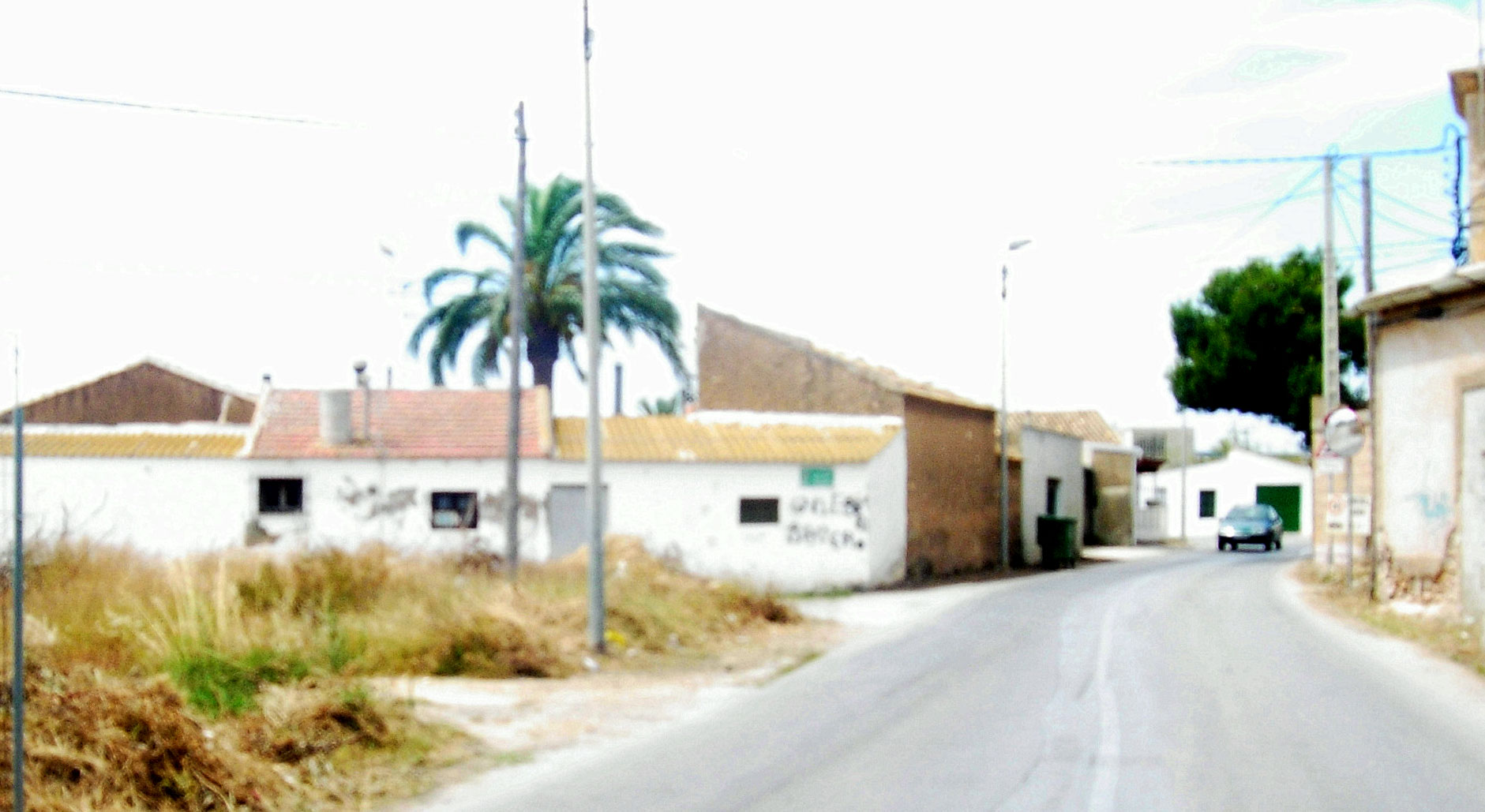
Viviendas junto al camino de la fábrica del chocolate.
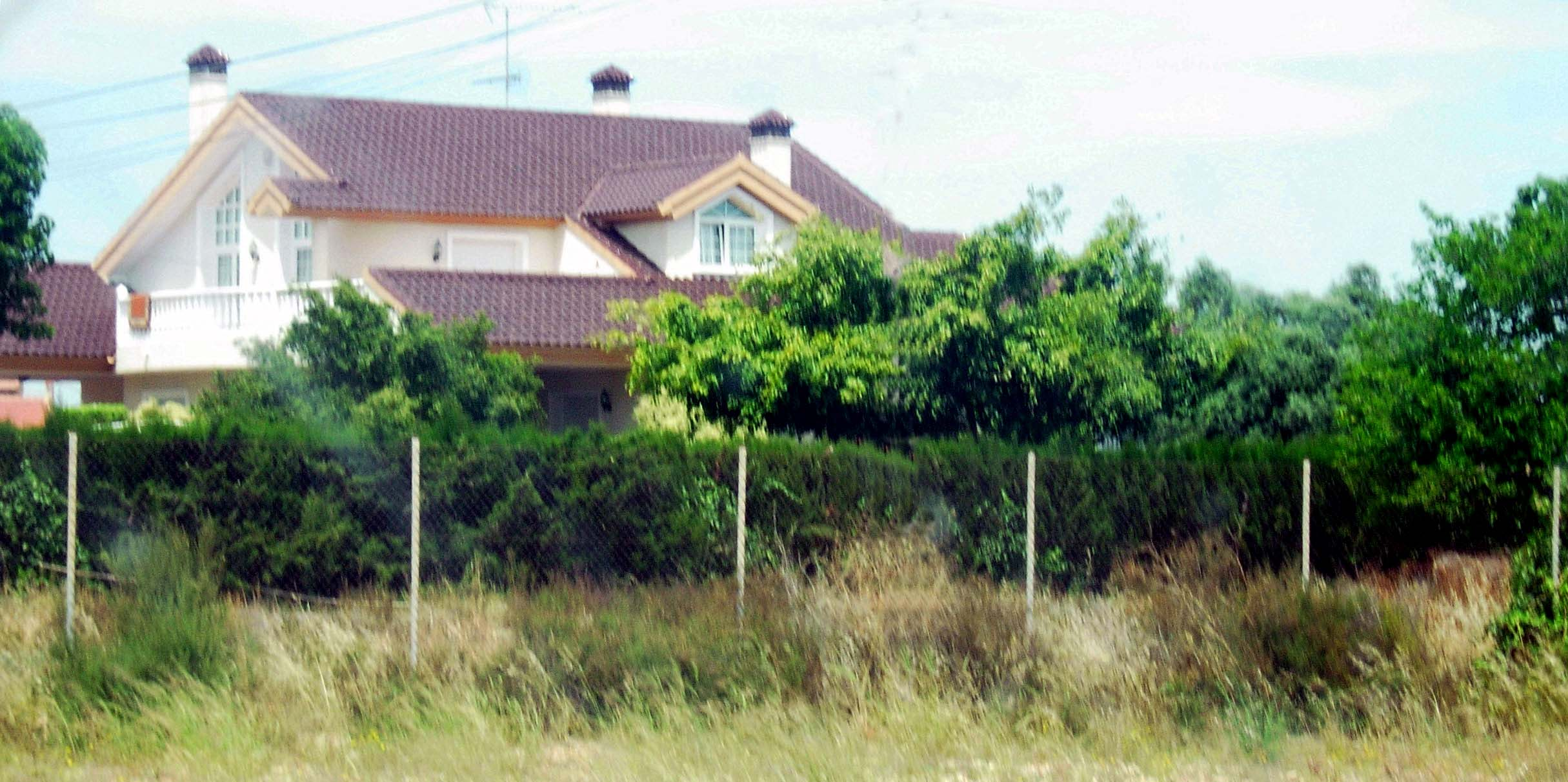
Existen diversas viviendas residenciales en estas pedanías.

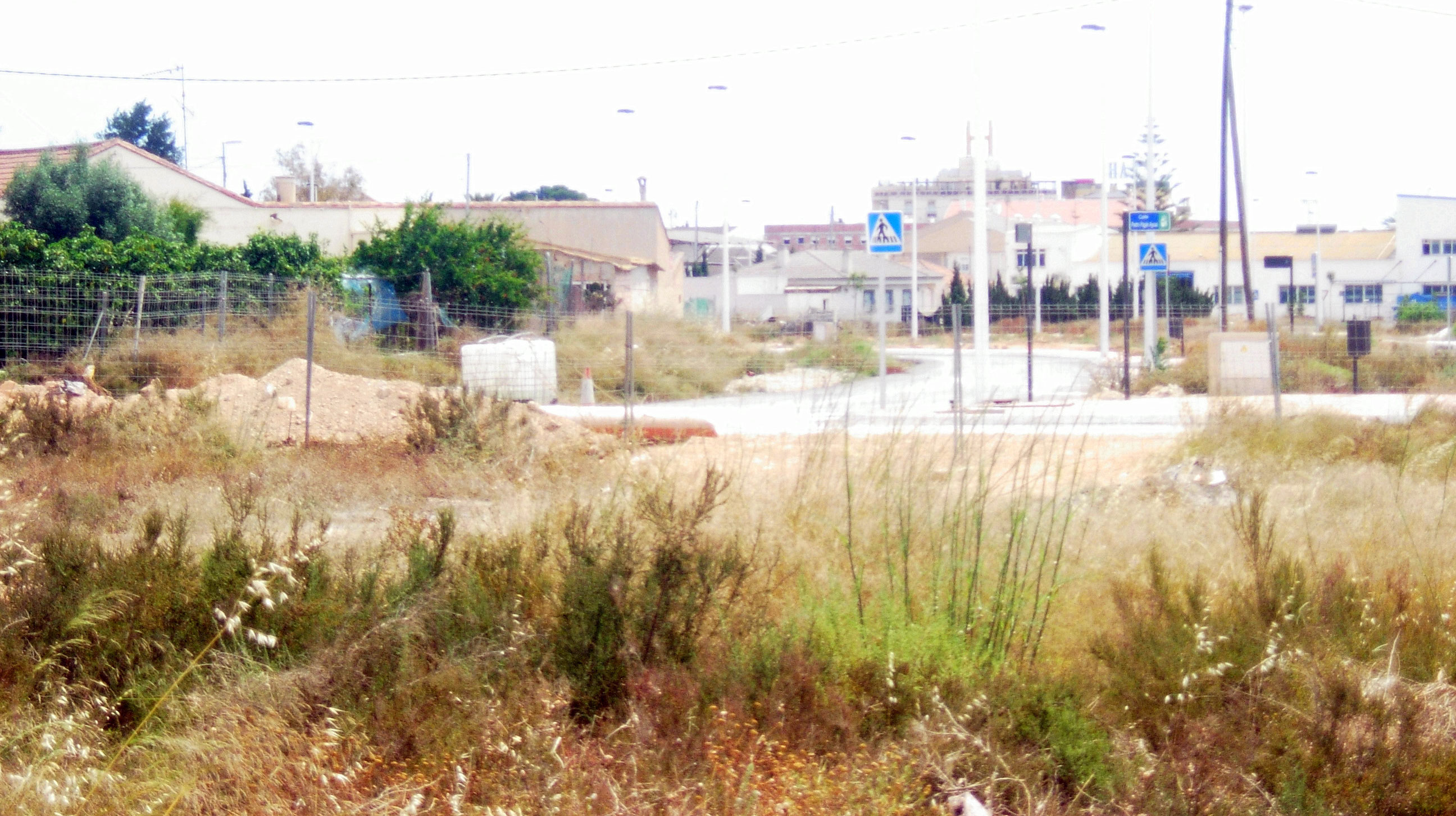
La Loma de Abajo se encuentra en expansión.